# Brachys floricola
Brachys floricola es una especie de escarabajo barrenador metálico del género Brachys, categorizada en la tribu Trachyini, de la subfamilia Agrilinae.

## Distribución
Se distribuye por América del Norte: en los Estados Unidos.

## Taxonomía
Fue descrita científicamente por Kerremans en 1900.